# Лофн
Лофн, или Ловн (Lofn — «утешительница» или «любящая») — в скандинавской мифологии добрая богиня-асинья, которая освящает браки между людьми.

## Упоминание в литературных памятниках
Упоминается в «Младшей Эдде» и кеннингах поэзии скальдов.

В первой части «Младшей Эдды» под названием «Видение Гюльви», глава 35, персонаж по имени «Высокий» кратко описывает шестнадцать богинь-асиней. О Лофн, идущей в этом описании восьмой по счёту, сказано следующее:
Восьмая — Ловн так добра и благосклонна к мольбам, что добивается у Всеотца и Фригг позволения соединиться мужчине и женщине, хоть бы это и было им раньше заказано. Это по её имени называется «позволение», а также то, что «славят» люди.

## Отражение в современной культуре
Именем Лофн назван в 1997 году один из кратеров на спутнике Юпитера Каллисто.